# Brita von Cöln
Birgitta "Brita" von Cöln, eller von Cöllen, född Stenkell, Stenkels eller Steenzelia, död 1707, var en svensk målare.
Hon var gift med hovkonterfejaren Anders von Cöln i Stockholm och mor till konstnärerna Carl Gustaf von Cöln[källa behövs] och David von Cöln.   
Kända verk är ett porträtt av professor Ericus Castovius från 1703, och ett ryttarporträtt av presidenten i bergskollegium greve Jacob Spens på Tistad i Södermanland, målat före 1704.